# USS Greenling (SS-213)
USS Greenling (SS-213) là một tàu ngầm lớp Gato từng phục vụ cùng Hải quân Hoa Kỳ trong Chiến tranh Thế giới thứ hai. Nó là chiếc tàu chiến đầu tiên của Hải quân Hoa Kỳ được đặt cái tên này, theo tên một loài cá lục tuyến. Nó đã phục vụ trong suốt Thế chiến II, thực hiện tổng cộng mười hai chuyến tuần tra, đánh chìm 15 tàu Nhật Bản với tổng tải trọng 59.234 tấn, rồi được cho ngừng hoạt động sau khi xung đột chấm dứt vào năm 1946. Con tàu cuối cùng bị bán để tháo dỡ vào năm 1960. Greenling được tặng thưởng danh hiệu Đơn vị Tuyên dương Tổng thống Đơn vị Tuyên dương Hải quân cùng mười Ngôi sao Chiến trận do thành tích phục vụ trong Thế Chiến II.

## Thiết kế và chế tạo
Lớp tàu ngầm Gato được thiết kế cho mục đích một tàu ngầm hạm đội nhằm có tốc độ trên mặt nước cao, tầm hoạt động xa và vũ khí mạnh để tháp tùng hạm đội chiến trận. Con tàu dài 311 ft 9 in (95,02 m) và có trọng lượng choán nước 1.525 tấn Anh (1.549 t) khi nổi và 2.424 tấn Anh (2.463 t) khi lặn. Chúng trang bị động cơ diesel dẫn động máy phát điện để cung cấp điện năng cho bốn động cơ điện, đạt được công suất 5.400 shp (4.000 kW) khi nổi và 2.740 shp (2.040 kW) khi lặn, cho phép đạt tốc độ tối đa 21 hải lý trên giờ (39 km/h) và 9 hải lý trên giờ (17 km/h) tương ứng. Tầm xa hoạt động là 11.000 hải lý (20.000 km) khi đi trên mặt nước ở tốc độ 10 hải lý trên giờ (19 km/h) và có thể hoạt động kéo dài đến 75 ngày và lặn được sâu tối đa 300 ft (90 m).
Lớp tàu ngầm Gato được trang bị mười ống phóng ngư lôi 21 in (530 mm), gồm sáu ống trước mũi và bốn ống phía phía đuôi tàu, chúng mang theo tối đa 24 quả ngư lôi. Vũ khí trên boong tàu gồm một hải pháo 3 inch/50 caliber, và thường được tăng cường một khẩu pháo phòng không Bofors 40 mm nòng đơn và một khẩu đội Oerlikon 20 mm nòng đôi, kèm theo súng máy .50 caliber và .30 caliber. Tiện nghi cho thủy thủ đoàn bao gồm điều hòa không khí, thực phẩm trữ lạnh, máy lọc nước, máy giặt và giường ngủ cho hầu hết mọi người, giúp họ chịu đựng cái nóng nhiệt đới tại Thái Bình Dương cùng những chuyến tuần tra kéo dài đến hai tháng rưỡi.
Greenling được đặt lườn tại xưởng tàu của hãng Electric Boat Company ở Groton, Connecticut vào ngày 12 tháng 11, 1940. Nó được hạ thủy vào ngày 20 tháng 9, 1941, được đỡ đầu bởi bà Rachel Holmes, phu nhân của Chuẩn đô đốc Ralston S. Holmes, và được cho nhập biên chế cùng Hải quân Hoa Kỳ tại Căn cứ Tàu ngầm Hải quân New London ở New London, Connecticut vào ngày 21 tháng 1, 1942 dưới quyền chỉ huy của Hạm trưởng, Thiếu tá Hải quân H. C. Bruton.

## Lịch sử hoạt động

### 1942

#### Chuyến tuần tra thứ nhất
Sau khi hoàn tất việc chạy thử máy huấn luyện ngoài khơi New London, Connecticut, Greenling khởi hành vào ngày 7 tháng 3, 1942 do được điều động sang khu vực Mặt trận Thái Bình Dương, đi đến Trân Châu Cảng vào ngày 3 tháng 4. Trong chuyến tuần tra đầu tiên khởi hành từ ngày 20 tháng 4 tại các quần đảo Marshall và Caroline, nó đã bốn lần tấn công Seia Maru ngoài khơi Eniwetok trong suốt hai ngày 30 tháng 4 và 1 tháng 5, nhưng không thể đánh chìm chiếc tàu chở hàng do toàn bộ số ngư lôi đã không kích nổ, và bị máy bay đối phương tấn công khi định áp sát vào ban đêm để tấn công bằng hải pháo. Nó chuyển sang tuần tra quanh căn cứ đối phương tại Truk, đánh chìm chiếc tàu chở hàng Kinjosan Maru (3.262 tấn) vào ngày 4 tháng 5. Khi hạm đội Nhật Bản rút lui sau Trận chiến biển Coral, chiếc tàu ngầm tìm cách phục kích trên đường đi nhưng không thể bắt kịp tốc độ các hạm tàu nổi đối phương. Nó rời khu vực Truk vào ngày 4 tháng 6 và về đến Trân Châu Cảng vào ngày 16 tháng 6.

#### Chuyến tuần tra thứ hai
Trong chuyến tuần tra thứ hai từ ngày 10 tháng 7 đến ngày 1 tháng 9, Greenling tham gia vào hoạt động phong tỏa căn cứ Truk nhằm cắt đứt đường tiếp tế từ Nhật Bản. Nó gây hư hại một số tàu bè vào các ngày 26 và 29 tháng 7, rồi đánh chìm chiếc tàu chở hàng Brasil Maru (12.752 tấn) ngoài khơi Truk 5 tháng 8, và tàu chở hàng Palao Maru (4.495 tấn) ngay trong đêm đó. Chiếc tàu ngầm trinh sát hình ảnh Truk vào sáng hôm sau trước khi lên đường đi sang khu vực New Ireland với ý định phục kích hạm đội Nhật Bản đang rút lui từ quần đảo Solomon. Nó bắt gặp hạm đội đối phương, nhưng phải lẫn tránh sự tấn công của một tàu khu trục vào ngày 20 tháng 8, nên nó rút lui về Midway. Trên đường quay về nó đánh chìm một tàu buồm đối phương bằng hải pháo vào ngày 26 tháng 8.

#### Chuyến tuần tra thứ ba
Khởi hành từ Midway vào ngày 23 tháng 9, Greenling đi đến vùng biển chính quốc Nhật Bản, đánh chìm chiếc tàu chở hàng Kinkai Maru (5.852 tấn) vào ngày 3 tháng 10, và chiếc Setsuyo Maru (4.147 tấn) vào ngày hôm sau. Đến ngày 14 tháng 10, nó tiếp tục đánh chìm chiếc tàu chở hàng Takusei Maru (3.515 tấn) với ba quả ngư lôi trúng đích. Đối phương phản ứng mạnh khi huy động nhiều tàu hộ tống vào việc truy đuổi, nhưng nó lẫn tránh được và tấn công một tàu chở hàng lớn vào ngày 18 tháng 10. Một quả ngư lôi trúng đích, nhưng quả thứ hai bị lỗi và chạy vòng tròn suýt va trúng chiếc tàu ngầm, dù sao quả thứ ba cũng trúng đích và đánh chìm được Hakonesan Maru (6.673 tấn). Sau khi phá hủy một tàu buồm đối phương trên tuyến đường Tokyo–quần đảo Aleut vào ngày 21 tháng 10, nó về đến Trân Châu Cảng vào ngày 1 tháng 11.

#### Chuyến tuần tra thứ tư
Trong chuyến tuần tra thứ tư từ ngày 9 tháng 12, 1942 đến ngày 31 tháng 1, 1943, Greenling khởi hành từ Trân Châu Cảng và đi đến khu vực Bougainville, nơi nó tấn công một tàu chở dầu và hai tàu hộ tống vào ngày 21 tháng 12, đánh chìm Tàu tuần tra 35 (khoảng 750 tấn) rồi né tránh đối phương phản công. Nó tiếp tục đi đến Truk, đánh chìm chiếc tàu chở hàng Nissho Maru (khoảng 4.000 tấn) vào ngày 30 tháng 12, và tiếp tục tấn công một tàu chở dầu lớn vào ngày 10 tháng 1, 1943, ghi được một quả ngư lôi trúng đích nhưng bị đối phương chống trả bằng hải pháo nên phải rút lui. Ngoài khơi New Britain vào ngày 16 tháng 1, nó phóng ngư lôi đánh chìm chiếc tàu chở hàng Kimposan Maru (3.261 tấn); và hai ngày sau đó tự nhận đã đánh trúng và gây hư hại cho chiếc tàu chở đạn Soya trong eo biển Queen Carola. Sau đó nó trinh sát quần đảo Admiralty trước khi quay trở về Brisbane, Australia.

### 1943

#### Chuyến tuần tra thứ năm
Xuất phát từ Brisbane vào ngày 21 tháng 2, Greenling đi đến khu vực Solomon–Bismarck để cho đổ bộ một đội tình báo lên bờ biển New Britain vào ngày 2 tháng 3. Thời tiết xấu khiến nó không đánh chìm được tàu đối phương nào và quay trở về Brisbane vào ngày 26 tháng 4.

#### Chuyến tuần tra thứ sáu
Trong chuyến tuần tra thứ sáu từ ngày 17 tháng 5 đến ngày 8 tháng 7 tại khu vực Solomon–New Guinea, chiếc tàu ngầm đã gây hư hại cho chiếc tàu chở dầu Akebono Maru vào ngày 9 tháng 6, và tiếp tục gây hư hại cho những tàu bè khác trong các ngày 10 và 27 tháng 6 trước khi quay trở về Brisbane.

#### Chuyến tuần tra thứ bảy
Tiếp tục xuất phát từ Brisbane vào ngày 29 tháng 7, trong chuyến tuần tra thứ bảy, Greenling cho đổ bộ một đội Biệt kích Thủy quân Lục chiến lên quần đảo Treasury trong các ngày 22 và 23 tháng 8 để chọn địa điểm lắp đặt một trạm radar đồng thời chuẩn bị cho cuộc đổ bộ lên đây dự định vào tháng 10. Nó tiếp tục trinh sát hình ảnh đảo Tarawa vào ngày 10 tháng 9 trước khi quay về Trân Châu Cảng, và đi đến San Francisco, California để được đại tu. Sau khi hoàn tất, nó quay trở lại Trân Châu Cảng vào ngày 5 tháng 12.

### 1944

#### Chuyến tuần tra thứ tám và thứ chín
Trong chuyến tuần tra thứ tám từ ngày 20 tháng 12, 1943 đến ngày 28 tháng 1, 1944 tại khu vực quần đảo Caroline, Greenling đã đánh chìm chiếc tàu chở hàng Shōhō Maru (1.936 tấn), rồi trinh sát hình ảnh đảo Wake trước khi quay trở về Midway. Trong chuyến tuần tra thứ chín từ ngày 20 tháng 3 đến ngày 12 tháng 5, chiếc tàu ngầm đã trinh sát hình ảnh các đảo Guam, Tinian và Saipan để phục vụ cho Chiến dịch quần đảo Mariana sắp diễn ra.

#### Chuyến tuần tra thứ mười
Rời Trân Châu Cảng vào ngày 9 tháng 7 cho chuyến tuần tra thứ mười, chiếc tàu ngầm hoạt động ngoài khơi Đài Loan trong thành phần một đội tấn công phối hợp "Bầy sói", bao gồm các tàu ngầm USS Billfish và USS Sailfish. Bị máy bay tuần tra đối phương ngăn trở, nó không thể đánh chìm chiếc tàu buôn nào, và chỉ phá hủy một tàu đánh cá bằng hải pháo ở phía Đông Bắc Luzon, Philippines vào ngày 8 tháng 8. Nó quay trở về Midway vào ngày 12 tháng 9.

#### Chuyến tuần tra thứ mười một
Trong chuyến tuần tra thứ mười một từ ngày 5 tháng 10 đến ngày 23 tháng 11 tại vùng biển ngoài khơi Tokyo, Greenling phát hiện một đoàn tàu 5 chiếc vào ngày 7 tháng 11, phóng bốn quả ngư lôi và đánh chìm được tàu chở dầu Koto Maru (975 tấn) và tàu vận chuyển Kiri Maru 8 (939 tấn). Tiếp tục áp sát các đảo chính quốc Nhật Bản, đến ngày 10 tháng 11, nó phóng ngư lôi đánh chìm Tàu tuần tra số 46 (820 tấn), nguyên một tàu khu trục cũ thuộc lớp Wakatake. Nó quay trở về Trân Châu Cảng sau khi kết thúc chuyến tuần tra.

### 1945

#### Chuyến tuần tra thứ mười hai
Rời Trân Châu Cảng vào ngày 26 tháng 12, 1944, Greenling tiến hành chuyến tuần tra thứ mười hai tại vùng biển quần đảo Ryūkyū, và không phát hiện được mục tiêu nào cho đến ngày 24 tháng 1, 1945. Đang khi tiếp cận một đoàn tàu 9 tàu buôn, nó bị các tàu hộ tống tấn công bằng mìn sâu và phải lặn xuống né tránh trong suốt bốn giờ. Chiếc tàu ngầm bị hư hại nhẹ và quay trở về Saipan để sửa chữa vào ngày 27 tháng 1, nhưng có quyết định gửi nó quay trở về Hoa Kỳ. Con tàu đi ngang qua Trân Châu Cảng, San Francisco và kênh đào Panama để đến Kittery, Maine. Sau khi được đại tu tại Xưởng hải quân Portsmouth, nó được cho xuất biên chế tại New London, Connecticut vào ngày 16 tháng 10, 1946.

### 1946 - 1960
Được đưa về Quân khu Hải quân 1 vào tháng 12, 1946 và đặt căn cứ tại Portsmouth, Greenling tiếp tục phục vụ như một tàu huấn luyện cho nhân sự Hải quân Dự bị Hoa Kỳ tại đây cũng như tại Boston. Nó làm nhiệm vụ này cho đến khi được rút tên khỏi danh sách Đăng bạ Hải quân vào ngày 1 tháng 3, 1960, hoặc vào ngày 18 tháng 3, 1960. Con tàu cuối cùng bị bán cho hãng Minichiello Brothers tại Chelsea, Massachusetts để tháo dỡ vào ngày 16 tháng 6, 1960.

## Phần thưởng
Greenling được tặng thưởng danh hiệu Đơn vị Tuyên dương Tổng thống cùng mười Ngôi sao Chiến trận do thành tích phục vụ trong Thế Chiến II. Nó được ghi công đã đánh chìm 15 tàu Nhật Bản với tổng tải trọng 59.234 tấn.
|                           |  |  |
| Silver star · Silver star |  |  |

| Dãi băng Hoạt động Tác chiến                                             | Đơn vị Tuyên Dương Tổng thống        | Huân chương Chiến dịch Hoa Kỳ           |
| Huân chương Chiến dịch Châu Á-Thái Bình Dương với 10 Ngôi sao Chiến trận | Huân chương Chiến thắng Thế Chiến II | Huân chương Phục vụ Chiếm đóng Hải quân |